# Minami (imię)
Minami (jap. みなみ, ミナミ, 南) – imię japońskie noszone częściej przez kobiety niż przez mężczyzn. Jest używane jako imię, nazwisko lub nazwa miejsca.
W języku japońskim wyraz Minami (jap. 南) oznacza południe.

## Znane osoby
o imieniu Minami
- Minami Hinase (みなみ), japońska modelka i aktorka
- Minami Hokuto (南), japońska seiyū
- Minami Kuribayashi (みな実), japońska seiyū i piosenkarka
- Minami Ozaki (南), japońska mangaka
- Minami Takahashi (みなみ), była członkini AKB48
- Minami Takayama (みなみ), japońska seiyū i piosenkarka
- Minami Yoshida (みなみ), japońska siatkarka

o nazwisku Minami
- Kaho Minami (南), japońska aktorka
- Kanan Minami (水波), japońska mangaka
- Omi Minami (南), japońska seiyū
- Yūta Minami (南), japoński piłkarz

## Fikcyjne postacie
o imieniu Minami
- Minami Asakura (南), bohaterka mangi i serii anime Touch
- Minami Hayama (南), główna bohaterka dramy Long Vacation
- Minami Iwasaki (みなみ), bohaterka serii Lucky Star
- Minami Nanba (南), bohater mangi Hanazakari no kimitachi e

o nazwisku Minami
- Kaori Minami (南), postać z serii Battle Royale
- Ken Minami (美波), bohater anime Machine Robo Rescue
- Kotori Minami (南), bohaterka anime Love Live!
- Yōichi Minami (南), bohater serii Gokusen